# 尤寧 (肯塔基州)
尤寧（英語：Union）是一個位於美國肯塔基州布恩縣的城市。

## 地方資料
根據2020年美國人口普查的數據，尤寧的面積為8.99平方千米，當中陸地面積為8.99平方千米，而水域面積為0.00平方千米。當地共有人口7416人，而人口密度為每平方千米824.92人。